# Wijnhandel

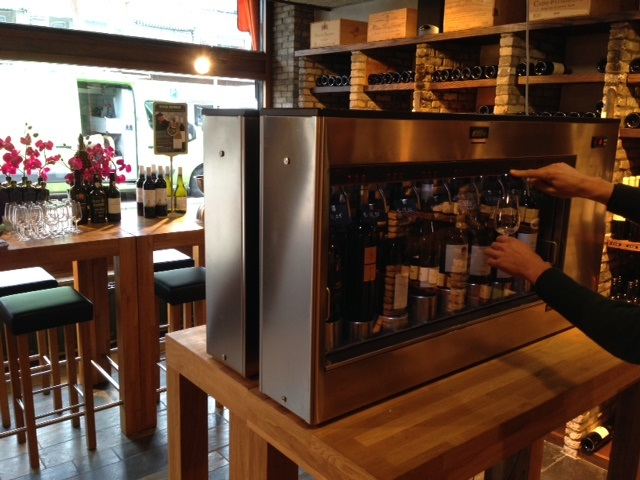
Interieur van een wijnhandel

Een wijnhandel of wijnspeciaalzaak is een bedrijf dat partijen wijn inkoopt en deze dan weer in kleinere hoeveelheden door verkoopt aan horeca, particulieren en bedrijven.
Het verschil tussen een slijter en een wijnhandel is de specialisatie. Hoewel er in een wijnhandel ook wel andere alcoholische- en non-alcoholische dranken worden verkocht, bestaat het grootste gedeelte uit wijn.
Wanneer een wijnhandel of wijnspeciaalzaak zich wil vestigen, dient men specifieke kennis te hebben van wijnen en aanverwante zaken. Er zijn meerdere mogelijkheden om kennis over wijn te vergaren. Het volgen van opleidingen en ervaring in de wijnbranche zorgen ervoor dat de consument de juiste informatie en advies krijgt over bijvoorbeeld smaak, herkomst en wijn-spijs combinaties. Naast het beschikken over kennis van wijn, moet een wijnhandel ook beschikken over kennis andere zaken, zoals winkelconcepten en wettelijke verplichtingen. Deze wettelijke verplichtingen staan in Nederland omschreven in de Alcoholwet.
Per 1 januari 2013 is het in Nederland wettelijk toegestaan om in wijnhandels wijnen te laten proeven, zodat de consument de mogelijkheid geboden wordt een goede keuze te maken. Hieraan zijn echter wel “spelregels” verbonden.